# Gappenach

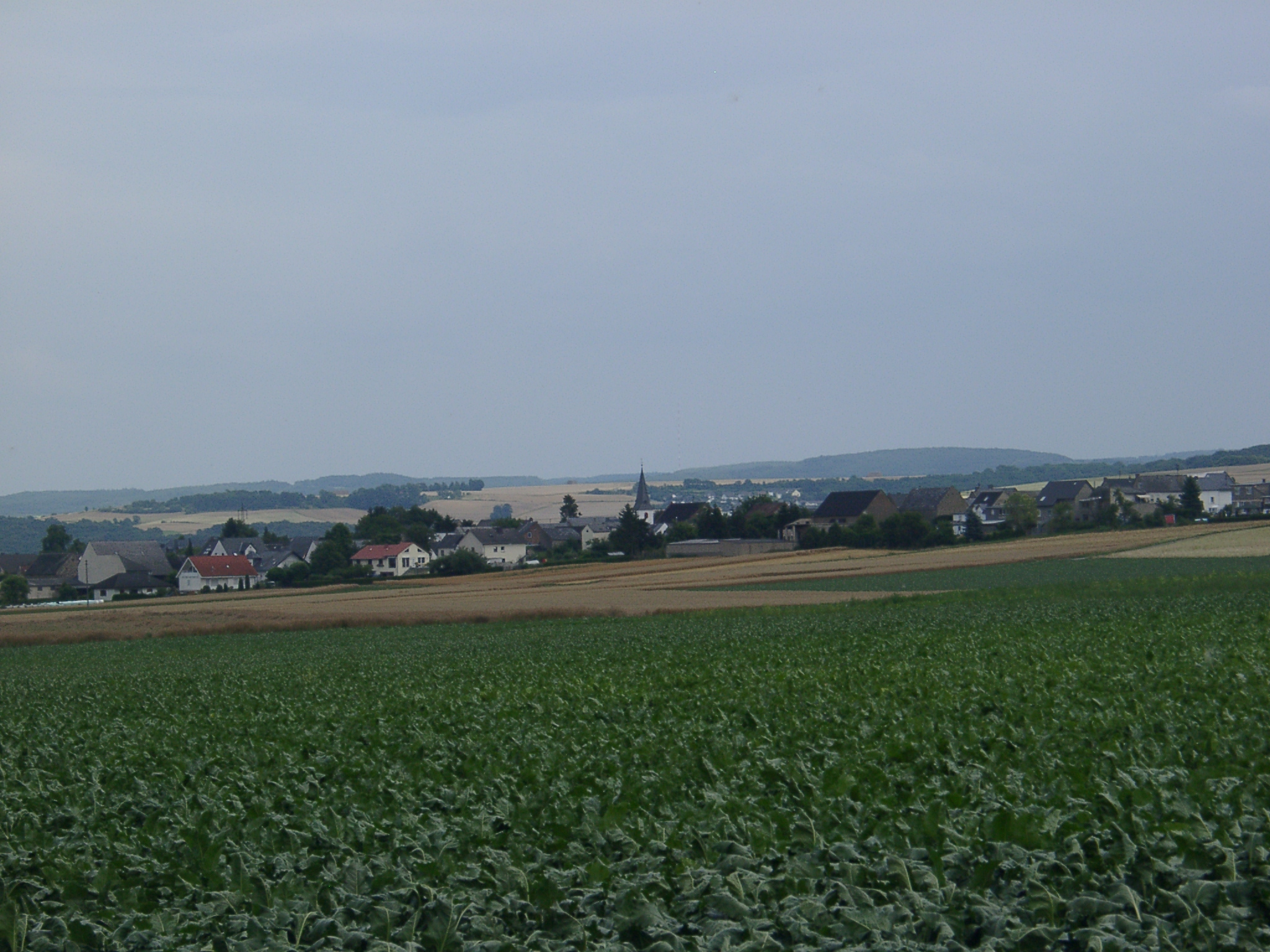
Ortsansicht

Gappenach ist eine Ortsgemeinde im Landkreis Mayen-Koblenz in Rheinland-Pfalz. Sie gehört der Verbandsgemeinde Maifeld an, die ihren Verwaltungssitz in der Stadt Polch hat.

## Geographie
Gappenach liegt etwa drei Kilometer nordwestlich der Stadt Münstermaifeld sowie dreieinhalb Kilometer südöstlich der Stadt Polch. Die Ortschaft erstreckt sich auf einem nach Nordosten zum Nothbach leicht abfallenden Gelände. Naturräumlich lässt sich das Gemeindegebiet der sanft gewellten Niedermaifelder Senke zuordnen. Zu Gappenach gehören die Wohnplätze Birkenhof, Gänsmühle, Geismühle, Mehlmühle und Neumühle.

## Geschichte
Im Jahr 1215 wird Heinrich von Gappenaco genannt. Gappenach war ein Reichsdorf, das 1338 die Grafen von Virneburg übertragen erhielten.
Über die Geschichte von Gappenach liegen umfangreiche Forschungen vor. Der keltische Name Gappiniacum soll sich von dem Personennamen Gappius als Siedlung des Gappinius herleiten. Römische Villen und fränkische Gräber wurden mehrfach in der Gemarkung ans Tageslicht gehoben. Die erste Erwähnung datiert aus dem Jahre 1257, wo in Gappenache eine Schäferei vererbt wird. Anfang des 13. Jahrhunderts tritt ein dort ansässiges Rittergeschlecht (drei silberne Lilien als Wappen) in Erscheinung. In einer großen Zahl von Schenkungsurkunden findet sich der Name (Gapinacha, Gabnach, Gappnach, Gabbenach u. ä.) während des ganzen Mittelalters. Lange Jahrhunderte wird Gappenach als „kaiserfreies Reichsdorf“ genannt, das zu keinem Hochgericht Schöffen (Heimburger) entsandte, da der Kaiser oberster Gerichtsherr war. Kaiser Ludwig der Bayer wies 1338 den Ort vorübergehend dem Grafen Heinrich von Virneburg zu.
Im Trierer Feuerbuch von 1563 wird Gappenach mit 22 Feuerstellen ausdrücklich mit dem Zusatz „kaiserfrei“ erwähnt. Erst nach 1589 kommt der Ort in kurtrierischen Besitz und zum Hochgericht Münstermaifeld. Im Jahre 1813 zählte man 49 Häuser und 268 Personen.
Die Kirche des Ortes, St. Maximin geweiht, wurde 1670 erbaut unter Einbeziehung älterer Teile und eines romanischen Turmes. Der alte Altar, in der Kunstwissenschaft als „Gappenacher Altar“ bezeichnet, ist eine Schöpfung des moselländischen Renaissance-Bildhauers Johannes Gross und steht nach wechselvollem Schicksal seit 1957 in der Bantus-Kapelle im Bering des Bischöflichen Generalvikariats Trier.
In Gappenach bestand im Mittelalter eine nicht unbedeutende Glockengießerei, in der möglicherweise auch Gebrauchsgegenstände wie Kannen und Maifelder Zinngeschirr hergestellt wurden.
Bevölkerungsentwicklung
Die Entwicklung der Einwohnerzahl von Gappenach, die Werte von 1871 bis 1987 beruhen auf Volkszählungen:
| Jahr | Einwohner |
| 1815 | 268       |
| 1835 | 291       |
| 1871 | 296       |
| 1905 | 271       |
| 1939 | 245       |
| 1950 | 328       |

| Jahr | Einwohner |
| 1961 | 248       |
| 1970 | 223       |
| 1987 | 220       |
| 1997 | 304       |
| 2005 | 341       |
| 2023 | 347       |

## Politik

### Gemeinderat
Der Gemeinderat in Gappenach besteht aus acht Ratsmitgliedern, die bei der Kommunalwahl am 9. Juni 2024 in einer Mehrheitswahl gewählt wurden, und dem ehrenamtlichen Ortsbürgermeister als Vorsitzendem.

### Bürgermeister
Udo Heinemann wurde 2014 Ortsbürgermeister von Gappenach. Bei der Direktwahl am 26. Mai 2019 wurde er mit einem Stimmenanteil von 77,97 % und am 9. Juni 2024 als einziger Bewerber mit 86,8 % jeweils für weitere fünf Jahre in seinem Amt bestätigt.
Heinemanns Vorgänger Arnold Probstfeld hatte das Amt 26 Jahre ausgeübt.

### Wappen
| Wappen von Gappenach | Blasonierung: „Unter silbernem Schildhaupt mit durchgehendem roten Kreuz, in Schwarz 3 (2:1) silberne Lilien.“                                                                                       |
| Wappen von Gappenach | Wappenbegründung: Das rote Kreuz erinnert an Kurtrier, während die Lilien aus dem Siegel eines Ritters Arnold Hering von Gappenach 1326 entnommen sind. Die Ortsgemeinde führt das Wappen seit 1978. |

## Sehenswürdigkeiten
Die Kirche ist im Kern romanisch und weist eine Tür aus dem 13. Jahrhundert auf.
Siehe auch: Liste der Kulturdenkmäler in Gappenach

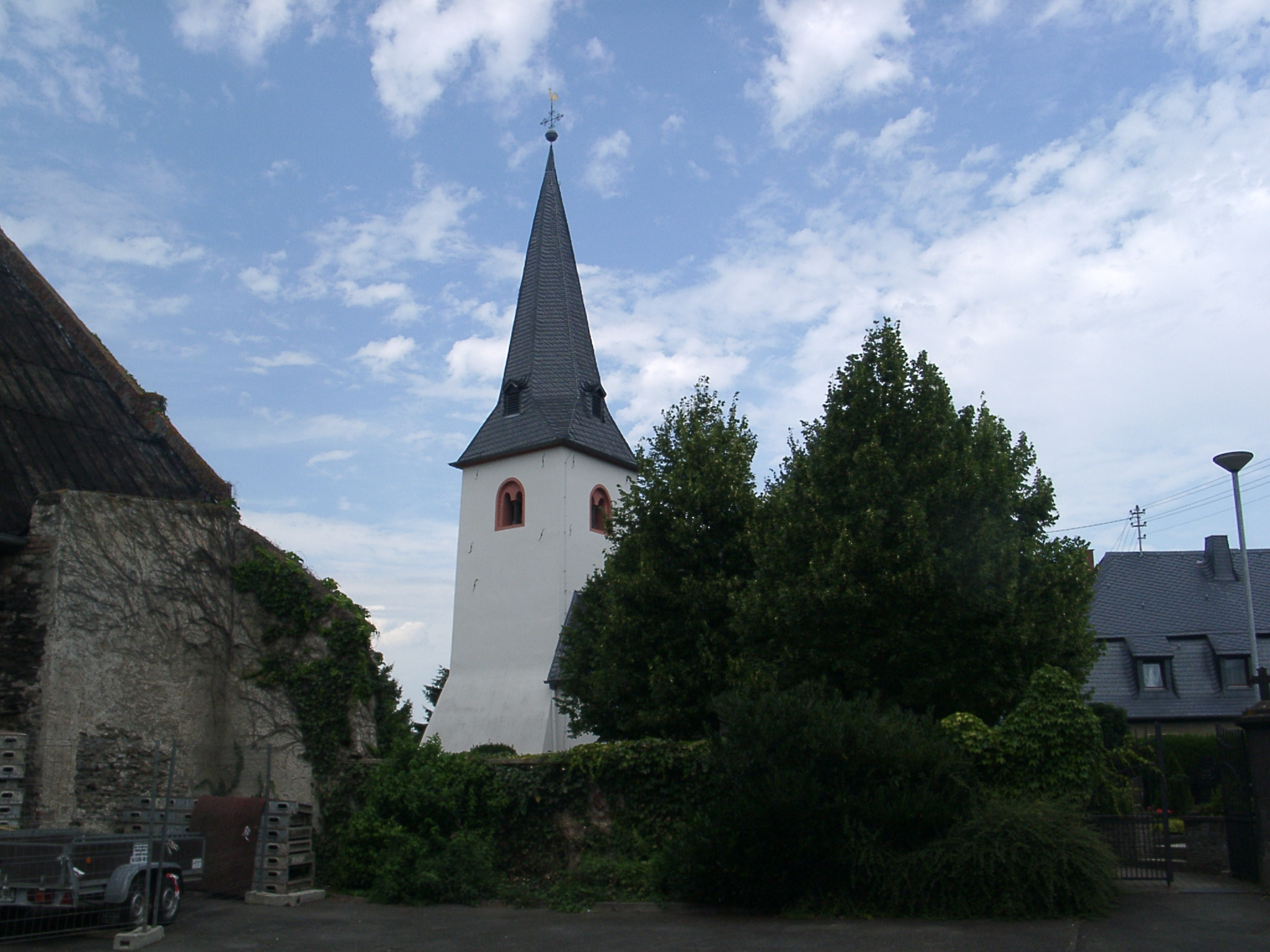
Kirche
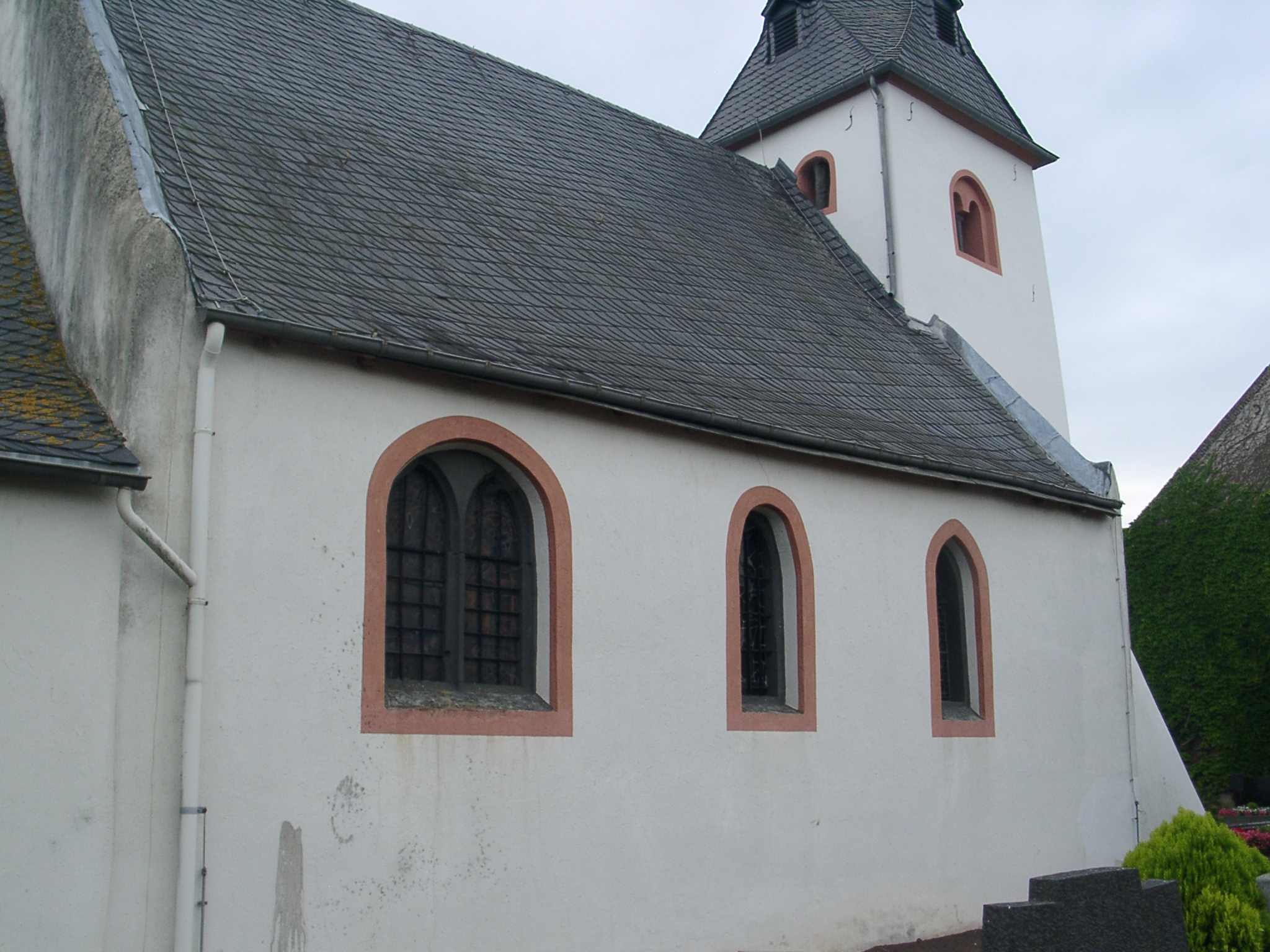
Kirche
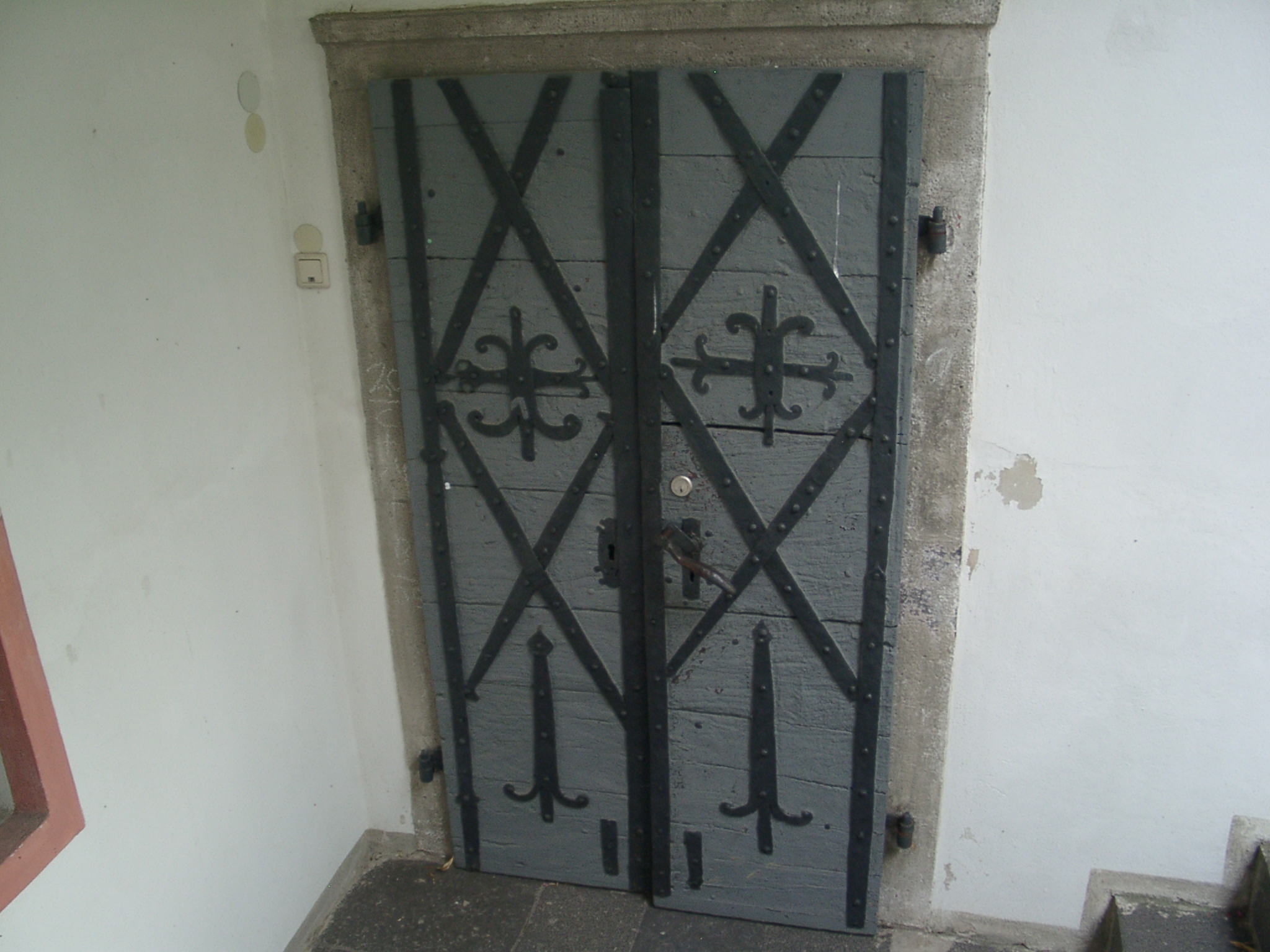
Kirchtür aus dem 13. Jahrhundert
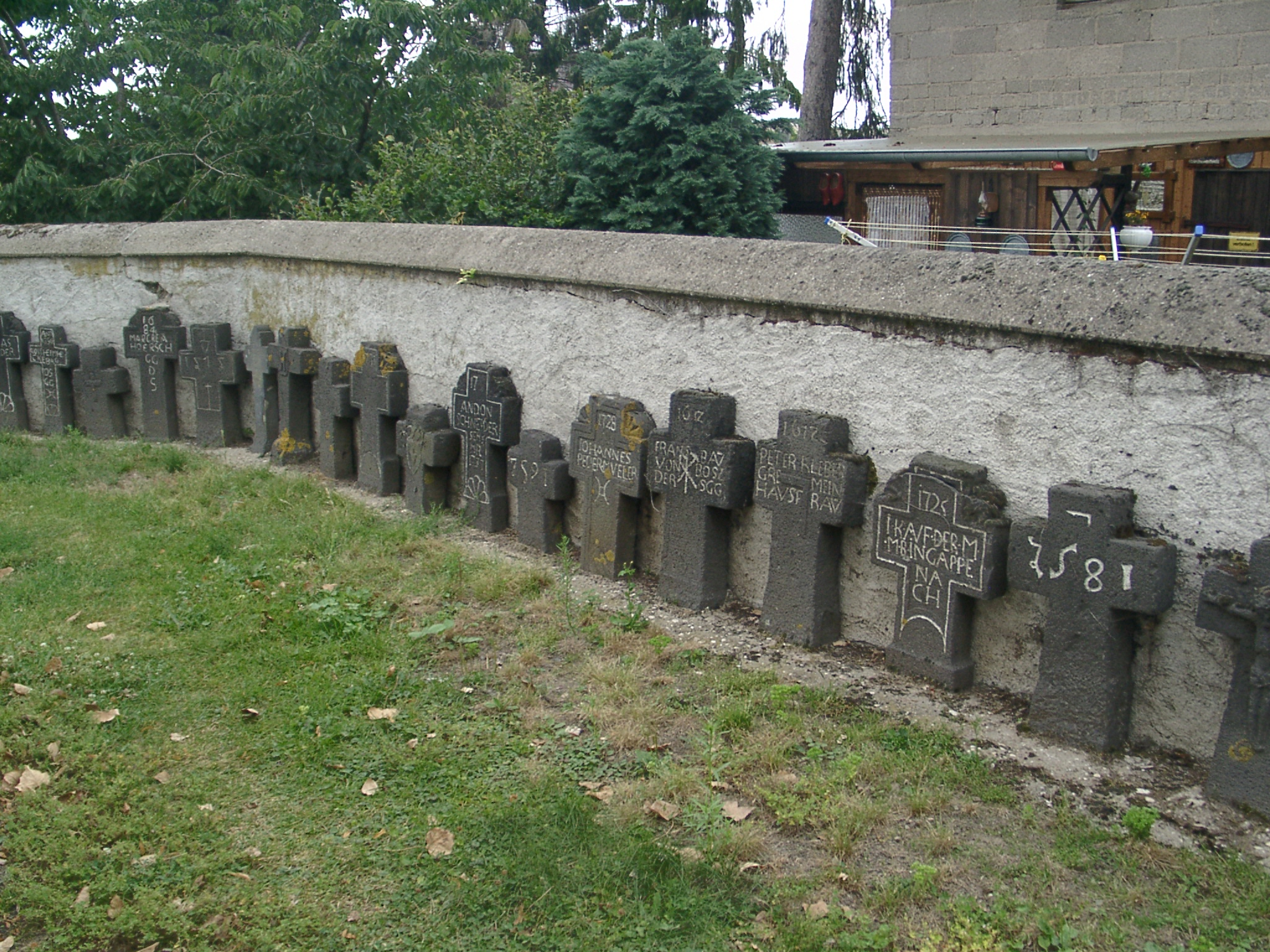
Grabkreuze aus Basaltlava an der Kirche